# Andrés Orozco Batista
Andrés Orozco Batista (Santa Cruz de Tenerife, 24 de febrer de 1888 - Arafo, 11 de novembre de 1961) fou un advocat i polític canari.

## Biografia
Membre del Partit Republicà Radical era regidor de l'Ajuntament de Santa Cruz de Tenerife des de 1913 accedint a l'alcaldia en 1922 on romandrà fins al cop d'estat que a l'any següent protagonitzarà el general Miguel Primo de Rivera.
Amb la proclamació de la II República, ocuparà novament l'alcaldia fins que és elegit diputat a Corts en les eleccions de 1931 per la circumscripció de Santa Cruz de Tenerife, escó que tornarà a ocupar després de les eleccions de 1933.
Va ser ministre d'Indústria i Comerç al govern que entre el 4 d'octubre de 1934 i el 3 d'abril de 1935 presidiria Alejandro Lerroux per passar posteriorment a convertir-se en el representant d'Espanya en el Tribunal Internacional de la Haia.
En iniciar-se la Guerra Civil Espanyola es va allunyar de la política per dedicar-se a la seva activitat professional.